# Đèo Khau Liêu
Đèo Khau Liêu hay đèo Liêu là đèo trên đường tỉnh 206 ở vùng giáp ranh huyện Quảng Uyên và Trùng Khánh tỉnh Cao Bằng, Việt Nam .

## Vị trí
Đèo Khau Liêu ở vùng giáp ranh xã Quảng Hưng, huyện Quảng Uyên với xã Đoài Dương, huyện Trùng Khánh, trên đường tỉnh 206 nối thị trấn huyện lỵ hai huyện .
Đỉnh đèo cách trung tâm hành chính xã Quảng Hưng cỡ 3,5 km, cách huyện lỵ Quảng Uyên 11 km về hướng bắc đông bắc .
Vùng đèo Khau Liêu từng có nhiều hổ báo, nhưng nay đã tuyệt diệt. Gần đó ở cùng huyện có Đèo Keng Mạ 22°48′45″B 106°28′04″Đ / 22,81259°B 106,467712°Đ.
Trong Chiến tranh biên giới Việt–Trung 1979 đèo Khau Liêu là một trong các địa điểm giao tranh quyết liệt với quân xâm lược. Trên đỉnh đèo hiện có tấm bia bằng bê tông ghi dòng chữ "Chiến thắng Khau Liêu tháng 2 năm 1979". 
Năm 1980 Nhạc sỹ Dương Toàn Thiên đã sáng tác bài hát Vượt đèo Liêu ca ngợi đèo và chiến công này .